# Бхимдатта
Бхимдатта (непальск. भीमदत्त), ранее известен как Махендранагар (непальск. महेन्द्रनगर) — город и муниципалитет на крайнем юго-западе Непала, в районе Канчанпур зоны Махакали Дальнезападного региона страны.
Расположен в 6 км к востоку от границы с Индией и от реки Махакали, примерно в 700 км к северо-западу от Катманду, на высоте 197 метров над уровнем моря. Город является воротами в заповедник Шуклапханта. Благодаря своему выгодному пограничному положению, Бхимдатта является важным центром торговли. Кроме того, город является важным центром образования, здесь расположены несколько школ и колледжей. Бхимдатта расположена на важном шоссе, пересекающем страну с запада на восток (East-West Highway); на границе с индией имеется международный пропускной пункт. Бхимдатта — ближайший непальский город к индийской столице, городу Дели.
В Бхимдатте находится озеро Джхилмила.
Население города по данным переписи 2011 года составляет 104 599 человек, из них 51 087 мужчин и 53 512 женщины. По данным переписи 2001 года оно насчитывало 80 839 человек. Коренное население этих мест — народность тхару, однако в Бхимдатте проживают люди и из других частей страны, главным образом из горных районов Даделдхура и Байтади, расположенных к северу от города.